# Vilhelm Bissen
 Der er flere personer med dette navn, se Bissen.
Christian Gottlieb Vilhelm Bissen (5. august 1836 i København – 20. april 1913 i København) var dansk billedhugger og søn af billedhuggeren Herman Wilhelm Bissen.

## Uddannelse
Vilhem Bissen var opdraget i billedhuggertraditionen fra Bertel Thorvaldsen. Som 16-17-årig begyndte han som lærling i faderens værksted og medvirkede sidenhen på hans arbejder. Bissen førte værkstedet videre efter faderens død og fuldendte en række værker på baggrund af eksisterende modeller. Bissen fuldendte eksempelvis rytterstatuen af Frederik VII ved Christiansborg. Han modellerede på egen hånd hesten efter faderens skitse.  
I 1853 blev Bissen indskrevet på Kunstakademiet.

## Rejser
Efter endt uddannelse på Kunstakademiet i 1857 opholdt Bissen sig i Rom indtil 1863. 
Fra 1866 til 1867 arbejdede han i Carrara, Italien, hvor han studerede marmorteknik. 
Senere var han en kort periode i Paris.

## Karriere
- 1853: Begynder på Kunstakademiet
- 1856: Tildeles den lille sølvmedalje for en modelfigur
- 1857-1863: Ophold i Rom
- 1859: Hjemsendte fra Italien sin første offentlige debut, springvandsfiguren Dreng der trykker paa en Vinsæk. Figuren indbragte ham Neuhausens præmie
- 1871: Medlem af Kunstakademiet i København
- 1885: Grundlagde Foreningen Hovedstadens Forskønnelse sammen med bryggeren Carl Jacobsen. Foreningen havde til formål “at virke til forskjønnelse af Hovedstaden”
- 1887: Bliver medlem af Akademirådet
- 1897-1901: Medlem af gallerikommissionen
- 1889-1908: Professor i billedhuggerkunst ved Kunstakademiet
- 1888-1890 og 1893-1899: Medlem af Charlottenborgs udstillingskomité
- 1901-1913: Medlem af Thorvaldsens Museums bestyrelse
- 1902: Rytterstatuen af Ærkebiskop Absalon opstilles på Højbro Plads
- 1902-1905 og 1906-1908: Direktør for Kunstakademiet i København

## Stil
Bissen var skolet ind i en nyklassicistisk billedhuggertradition, stærkt påvirket af Bertel Thorvaldsens formsprog. Bissen fandt inspiration i den græske og romerske antikke kunst og mytologi. 
1880 var et vendepunkt for Bissens formsprog, da han som den første billedhugger i Danmark begyndte at gå i en mere naturalistisk retning, efter at han havde stiftet bekendtskab med fransk naturalisme i Paris.
Bissens kunst peger i en mere naturalistisk retning end tidligere danske billedhuggeres stil, men overordnet set er hans formsprog grundfæstet i en klassicistisk tradition. 

## Værker

### Stående kvindeskulpturer

#### En pottemagerske. Stående ung, halvt draperet pige, der maler på en vase, 1881
Da Bissen kom hjem til Danmark efter sin rejse til Paris udførte han en række stående kvindeskulpturer, hvor En pottemagerske er en af disse.  
Skulpturen forestiller en kvindelig pottemagerske, som er ved at dekorere en lille vase. 
Kvindens livagtige ansigt med antydninger af rynker i panden og let sammenknebne øjne afspejler hendes koncentration med dekorationsarbejdet. Bissens møde med den franske naturalisme kom til at præge hans stil, hvilket i denne skulptur kommer til udtryk i detaljerigdommen i kvindens ansigt og den naturtro kropsgengivelse. Men selvom skulpturen har naturalistiske træk, er formen stadig udpræget klassicistisk.

#### En dame. Emilie Marie Rovsing, f. Raaschou, 1891
Skulpturen En dame. Emilie Marie Rovsing, f. Raaschou, skiller sig ud fra Bissens andre stående kvindeskulpturer, som han udførte ud fra et græsk og romersk forbillede. Bissen har med denne skulptur skildret en kvinde fra sin egen tid, som er klædt i samtidens mode. Skulpturen peger ikke tilbage mod et den klassicistiske idealisme men peger i højere grad i retning mod det virkelighedsnære og realistiske.
Bissen har arbejdet på at skabe en fornemmelse af, at kvindes krop er i bevægelse, idet hun løfter op i kjolen og blotter sin ene sko. Hun ser iagttagende ud og har et let svaj i kroppen, som bidrager til en fornemmelse af livagtighed og bevægelse. Bissen har med denne bevægelse forsøgt at skabe en fornemmelse af, at kvinden er skildret i et flygtigt øjeblik. 

## Bissens skulpturer i det offentlige rum
- Rytterstatue af Kong Frederik VII , Christiansborg Slotsplads, opstillet 1873
- Statue af Grev C.E. Frijs, Frijsenborgvej, Hammel, opstillet 1874
- Buste af erhvervsmand og politiker L.N. Hvidt, Ørstedsparken, København, opstillet 1877
- Buste af teolog og politiker H.N. Clausen, Københavns Universitet, Frue Plads, opstillet 1878
- Statue af Kong Frederik VII, Torvet i Hillerød, opstillet 1880
- Buste af filolog of politiker J.N. Madvig, Københavns Universitet, Frue Plads, opstillet 1887
- Statue af politiker C.C. Hall, Søndermarken, Frederiksberg, opstillet 1890
- Tubalkain, Sølvgade, København, opstillet 1893
- Storkespringvandet, Amagertorv, København, opstillet 1894
- Statue af N.F.S. Grundtvig foran Marmorkirken, Frederiksgade, København, opstillet 1894
- Statue af Dronning Caroline Amalie, Kongens Have, København, opstillet 1896
- Statue af komponist N.W. Gade, Skt. Annæ Plads, København, opstillet 1897, senere opstillet i Østre Anlæg i 1954
- Statue af brygger J.C. Jacobsen, Carlsberg Laboratoriet, Valby, opstillet 1897
- Buste af zoolog Japetus Steenstrup, Københavns Universitet, Frue Plads, opstillet 1898
- Statue af Ludvig Holberg i Sorø Akademis have, opstillet 1898
- To væbnere (integrerede i facaden på Københavns Rådhus), Rådhuspladsen, København, opstillet 1898
- Statue af Kong Christian IV, Nyboder, København, opstillet 1900
- Buste af S.A. Bille, Skt. Nicolai Kirkegård, Holbæk, opstillet 1900
- Buste af historiker A.D. Jørgensen, Landsarkivet, Jagtvej, København, opstillet 1901
- Forgyldt statue af ærkebiskop Absalon (integreret i Københavns Rådhuses facade), Rådhuspladsen, København, opstillet 1901
- Rytterstatue af ærkebiskop Absalon på Højbro Plads, København, opstillet 1902
- Statue af jurist og politiker A.S. Ørsted, Nørre Farimagsgade, København, opstillet 1902
- Yndling til hest, Hulgårdsvej, København NV, opstillet 1903
- Malkepige, Bülowsvej, Frederiksberg, opstillet 1904
- Buste af Christian IX, Anlægget, Skive, opstillet 1908
- Buste af murermester C.R. Ette, Vestre Kirkegård, København, opstillet 1909
- Statue af fysiker H.C. Ørsted, Gåsetorvet, Rudkøbing, opstillet 1920
- Diana, Østergade, Randers, opstillet 1940
- Buste af forfatter og politiker Carl Ploug, Danas Plads, Frederiksberg, opstillet 1972

## Galleri
- Vilhelm Bissen, En nøgen dreng, der sidder og meder, 1856, Statens Museum for Kunst
- Vilhelm Bissen, En pottemagerske. Stående ung, halvt draperet pige, der maler på en vase, 1881, Statens Museum for Kunst
- Vilhelm Bissen, En hvilende kvinde. Liggende nøgen kvinde, 1881, Statens Museum for Kunst
- Vilhelm Bissen, Atalante, 1891, Statens Museum for Kunst
- Vilhelm Bissen, En dame. Emilie Marie Rovsing, f. Raaschou, 1891, Statens Museum for Kunst
- Absalon, Højbro Plads
- Dronning Caroline Amalie, 1896, Kongens Have,
- Anders Sandøe Ørsted, Ørstedsparken
- N.F.S. Grundtvig udenfor Marmorkirken
- Storkespringvandet, 1894, Amagertorv i København
- Christian IV, opstillet 1900 ved Nyboder i København
- En Malkepige
- Carl Christian Hall, Søndermarken
- H.C. Ørsted, 1920, Gåsetorvet i Rudkøbing